# Womersleya (algue)
Cet article concerne le genre d’algues rouges. Pour le genre de Collemboles, voir Womersleya (animal).
Genre
Womersleya est un genre d’algues rouges de la famille des Delesseriaceae.

## Liste d'espèces
Selon AlgaeBase (31 octobre 2019) et World Register of Marine Species (31 octobre 2019) :
- Womersleya monanthos (J.Agardh) Papenfuss, 1956 – espèce type et seule espèce de son genre